# Seuil (Ardenes)
Seuil és un municipi francès situat al departament de les Ardenes i a la regió del Gran Est. L'any 2007 tenia 164 habitants.

## Demografia

### Població
El 2007 la població de fet de Seuil era de 164 persones. Hi havia 72 famílies de les quals 24 eren unipersonals (16 homes vivint sols i 8 dones vivint soles), 24 parelles sense fills, 20 parelles amb fills i 4 famílies monoparentals amb fills.
La població ha evolucionat segons el següent gràfic:
Habitants censats

### Habitatges
El 2007 hi havia 93 habitatges, 74 eren l'habitatge principal de la família, 13 eren segones residències i 6 estaven desocupats. Tots els 89 habitatges eren cases. Dels 74 habitatges principals, 59 estaven ocupats pels seus propietaris, 14 estaven llogats i ocupats pels llogaters i 1 estava cedit a títol gratuït; 5 tenien tres cambres, 17 en tenien quatre i 52 en tenien cinc o més. 60 habitatges disposaven pel capbaix d'una plaça de pàrquing. A 33 habitatges hi havia un automòbil i a 34 n'hi havia dos o més.

### Piràmide de població
La piràmide de població per edats i sexe el 2009 era:
| Homes | Edats   | Dones |
| ----- | ------- | ----- |
| 0     | 95 o +  | 0     |
| 0     | 90 a 94 | 0     |
| 0     | 85 a 89 | 0     |
| 0     | 80 a 84 | 0     |
| 8     | 75 a 79 | 4     |
| 4     | 70 a 74 | 8     |
| 0     | 65 a 69 | 4     |
| 4     | 60 a 64 | 0     |
| 4     | 55 a 59 | 8     |
| 8     | 50 a 54 | 0     |
| 4     | 45 a 49 | 8     |
| 12    | 40 a 44 | 16    |
| 8     | 35 a 39 | 4     |
| 4     | 30 a 34 | 8     |
| 0     | 25 a 29 | 0     |
| 0     | 20 a 24 | 4     |
| 4     | 15 a 19 | 12    |
| 4     | 10 a 14 | 12    |
| 4     | 5 a 9   | 8     |
| 4     | 0 a 4   | 8     |

## Economia
El 2007 la població en edat de treballar era de 113 persones, 84 eren actives i 29 eren inactives. De les 84 persones actives 80 estaven ocupades (42 homes i 38 dones) i 4 estaven aturades (3 homes i 1 dona). De les 29 persones inactives 13 estaven jubilades, 7 estaven estudiant i 9 estaven classificades com a «altres inactius».

### Ingressos
El 2009 a Seuil hi havia 74 unitats fiscals que integraven 158 persones, la mediana anual d'ingressos fiscals per persona era de 16.172 €.

### Activitats econòmiques
Dels 7 establiments que hi havia el 2007, 1 era d'una empresa extractiva, 1 d'una empresa alimentària, 2 d'empreses de fabricació d'altres productes industrials, 1 d'una empresa de construcció, 1 d'una empresa d'hostatgeria i restauració i 1 d'una empresa de serveis.
L'únic servei als particulars que hi havia el 2009 era una fusteria.
L'únic establiment comercial que hi havia el 2009 era una fleca.
L'any 2000 a Seuil hi havia 12 explotacions agrícoles que ocupaven un total de 808 hectàrees.

## Poblacions properes
El següent diagrama mostra les poblacions més properes.